# الکساندر دولگوشین
الکساندر دولگوشین (روسی: Александр Иванович Долгушин؛ ۷ مارس ۱۹۴۶ – ۱۷ آوریل ۲۰۰۶) بازیکن واترپلو اهل اتحاد جماهیر شوروی سوسیالیستی بود.
وی در مسابقات کشوری و بین‌المللی در مجموع برندهٔ ۱ مدال طلا، ۱ مدال نقره شده‌است.